# Gabriel de Kakhètia
Gabriel de Kakhètia (en georgià: გაბრიელი ; mort l'any 881) fou un príncep de Kakhètia de 861 a 881.
Nebot i successor de Samuel Donauri, fou el quart corbisbe de Kakhètia. Contràriament al seu predecessor, fou enemic del émir musulmà de Tiflis, Gabloutz, un parent de Ishaq ben Ismail, que li va arrabassar una part del Gardaban (o la Gardabània). A la seva mort, els clans van confiar el poder a Phadal I de Kakhètia o Phadal Arevmaneli (el nom es transcriu també com Padala o Fadal)
És en l'època de Samuel i de Gabriel Donauri que va viure el sacerdot Hilarió el Georgià (822-875), kakh de naixement, mort a Tessalònica, després d'haver peregrinat a Palestina, a Bitínia, a Constantinoble i a Roma.